# Rocío (documental)
Rocío es una película documental española dirigida por Fernando Ruiz Vergara y estrenada en 1980. Fue la primera película secuestrada judicialmente en España tras la aprobación de la Constitución de 1978 y la desaparición de los mecanismos del franquismo para la censura previa del cine. También fue el primer documental realizado en España sobre la represión ejercida por el bando franquista durante la guerra civil española.
El documental aborda el fenómeno de la romería de El Rocío, analizándolo desde diversas perspectivas, históricas y antropológicas: la veracidad de la aparición mariana, el clasismo de las hermandades rocieras, la relación de miembros de hermandades rocieras con la represión ejercida por partidarios de los sublevados en Almonte en los primeros meses de la Guerra Civil... Según la sinopsis de la película, se trata de «una romería de la Baja Andalucía, en donde viven miles de trabajadores sin tierras y generalmente sin trabajo, con todo el folclore y falsos mitos que ha creado la Andalucía oficial entremezclada con ésa y otra que estamos tratando de desenterrar día a día».
En palabras de la cineasta Concha Barquero:

Rocío es tosca e intuitiva, y su cierto desequilibrio estructural no anula su voluntad estética. Más bien al contrario, no renuncia a la poderosa atracción de las imágenes que genera la romería [..] sin caer en la fascinación hipnótica, tantas veces proyectada, que encierra el fenómeno. Si algo define a Rocío es justamente su carnalidad, su transparencia, dirigida sin tapujos a confirmar su tesis: recoger una visión laica de la romería.

## Historia
Rocío fue rodada entre 1976 y 1978, con dirección de Fernando Ruiz Vergara y guion de Ana Vila, que acababan de volver de Portugal, lugar en el que vivían desde la Revolución de los Claveles y en el que se habían dedicado al activismo político a través del cine. Se filmó originalmente en 16 mm y su estreno tuvo lugar en 1980, ya en formato de 35 mm, resultando seleccionado por el Ministerio de Cultura para el Festival Internacional de Cine de Venecia de 1981. Asimismo se alzó con el premio en el Certamen de Cine Andaluz (el único a concurso) de la primera edición del Festival de Cine de Sevilla, en 1980, en la categoría de 35 mm:

...por sus realizaciones documentales y analíticas, así como por la coherencia de su visión polémica de la Romería, desde la vertiente antropológica.

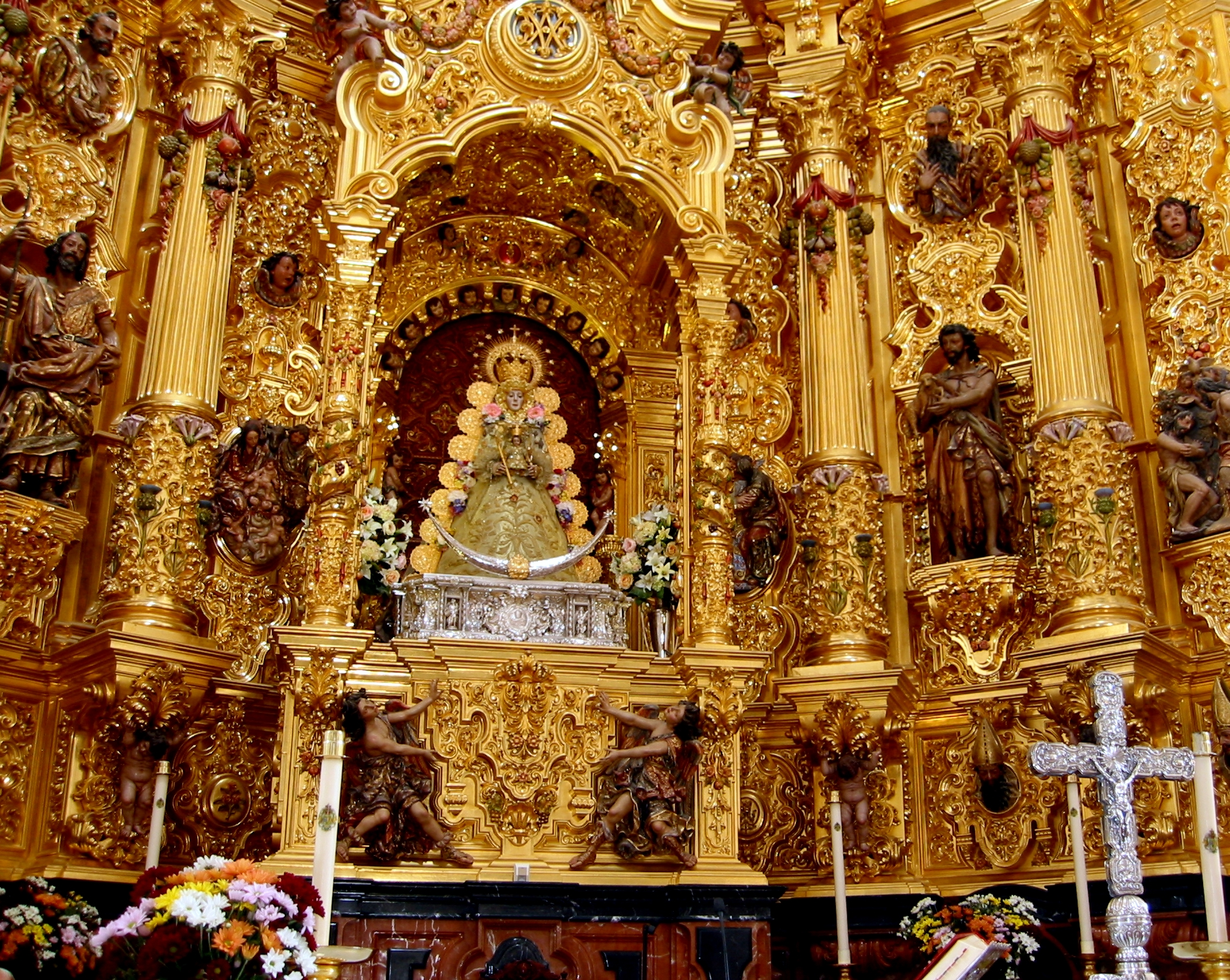
Vista de la virgen del Rocío.

Sin embargo, la exhibición de la película se vio sujeta a una intensa polémica. El documental tardó varios años en estrenarse en Andalucía (no lo fue hasta 1985), ante la negativa de los exhibidores, presionados por los poderes eclesiásticos y conservadores de la región. En palabras del propio Ruiz Vergara: «Ahora ha desaparecido la censura oficial o estatal, pero seguimos contando con otras múltiples censuras, con la censura económica para empezar». Solo el triunfo en el festival de Sevilla permitió que se estrenara en Madrid, en febrero de 1981, contando la exhibición con la asistencia de numerosos intelectuales y personalidades públicas andaluzas: políticos como Alfonso Guerra, Ángel Benito o Cristóbal Montes y escritores como Antonio Gala, Fernando Quiñones o José Manuel Caballero Bonald.
Por otra parte, la inclusión de testimonios de un vecino de Almonte en los que señalaba a José María Reales Carrasco, alcalde de la localidad durante la dictadura de Primo de Rivera y fundador de la hermandad rociera de Jerez de la Frontera (establecida en 1932 contra «los desacatos a la virgen del Rocío cometidos por la II República»), como responsable de la represión en el pueblo, que se saldó con cien asesinados (noventa y nueve hombres y una mujer), supuso la interposición de una denuncia por injurias graves por los hijos del mencionado, así como por escarnio a la religión católica y ultraje. Un juzgado de Instrucción sevillano prohibió el 8 de abril de 1981 la exhibición de la cinta en Cádiz, Huelva y Sevilla. Dos meses después, el secuestro se extendía a toda España. La noticia del secuestro llegó incluso al New York Times. En junio de 1982, se celebró el juicio en la Audiencia Provincial de Sevilla. En el juicio se rechazó el testimonio de 17 vecinos de Almonte que ratificaron el aparecido en el documental. Ruiz Vergara fue condenado a dos meses de arresto y 50 000 pesetas de multa, así como a pagar una indemnización de 10 millones de pesetas en concepto de responsabilidad civil, por un delito de injurias graves contra José María Reales. Ana Vila y el vecino del pueblo que acusó a Reales resultaron absueltos, al haber asumido Ruiz Vergara toda la responsabilidad. Se prohibía la proyección de la película a menos que se suprimieran las alusiones a Reales de la cinta. Aunque Ruiz Vergara recurrió al Supremo, este ratificó la sentencia. Según el juez Luis Vivas Marzal, «es indispensable inhumar y olvidar si se quiere que los sobrevivientes y las generaciones posteriores a la contienda convivan pacífica, armónica y conciliadamente, no siendo atinado avivar los rescoldos de esa lucha para despertar rencores, odios y resentimientos adormecidos por el paso del tiempo».
A mediados de mayo de 1985, la película volvió a los cines españoles. Se sustituyeron los fragmentos suprimidos por una pantalla en negro con la leyenda «Supresión por sentencia de la Sala Segunda del Tribunal Supremo del 3.4.1984». Por decisión del distribuidor, los pases en televisión (en TVE y Canal Sur durante la década de 1990) eliminaron incluso los cortes. Entre su estreno en 1981 y 1986 vieron la película 39 466 personas, obteniendo una recaudación de 8 894 080 ptas. (53 500 €).
La sentencia significó el fin de la trayectoria cinematográfica de Ruiz Vergara, que no volvió a filmar ninguna película. En palabras del propio director, «fue muy traumático, se montó mucho follón y no quise saber nada más. No volví a hacer una película más». En palabras del historiador Francisco Espinosa Maestre, «el documental trató el Rocío con una mirada novedosa. Revolucionó a las hermandades y, si se emitiera ahora, volvería a revolucionarlas, sin ninguna duda».